# Емануїл Белеану
Емануїл Белеану[джерело?] (рум. Emanoil Băleanu, фр. Emmanuel Balliano or Manuel de Balliano; також відомий як Manole, Manoil, Manuil і Manolache Băleanu; 1794—1862) — молдавський політик і державний діяч, каймакам Валахії в 1858—1859 роках.

## Життєпис
Емануїл Белеануа народився в 1793 або 1794 роках в знатній боярській родині, що походить з династії Басарабів. Був сином Grigore III Băleanu (1770—1842) і його дружини Марії, до шлюбу Brâncoveanu (?-1837). Бабуся Емануїла по материнській лінії походила з роду Стурдза. Емануїл був правнуком Івако II.
Початкову освіту отримав вдома у вчителя-грека Киркіреу (Kirkireu), який познайомив його з фанаріотами.. Хоча один пізній запис говорить про те, що він також навчався у Німеччині, грецька мова залишалася його улюбленою мовою навіть у дорослому житті. Історик Ради Круцеску (Radu Crutzescu) вважає, що політичний підйом Емануїла був значною мірою зобов'язаний його спорідненості з двома сім'ями — Văcărescu і Soutzos.

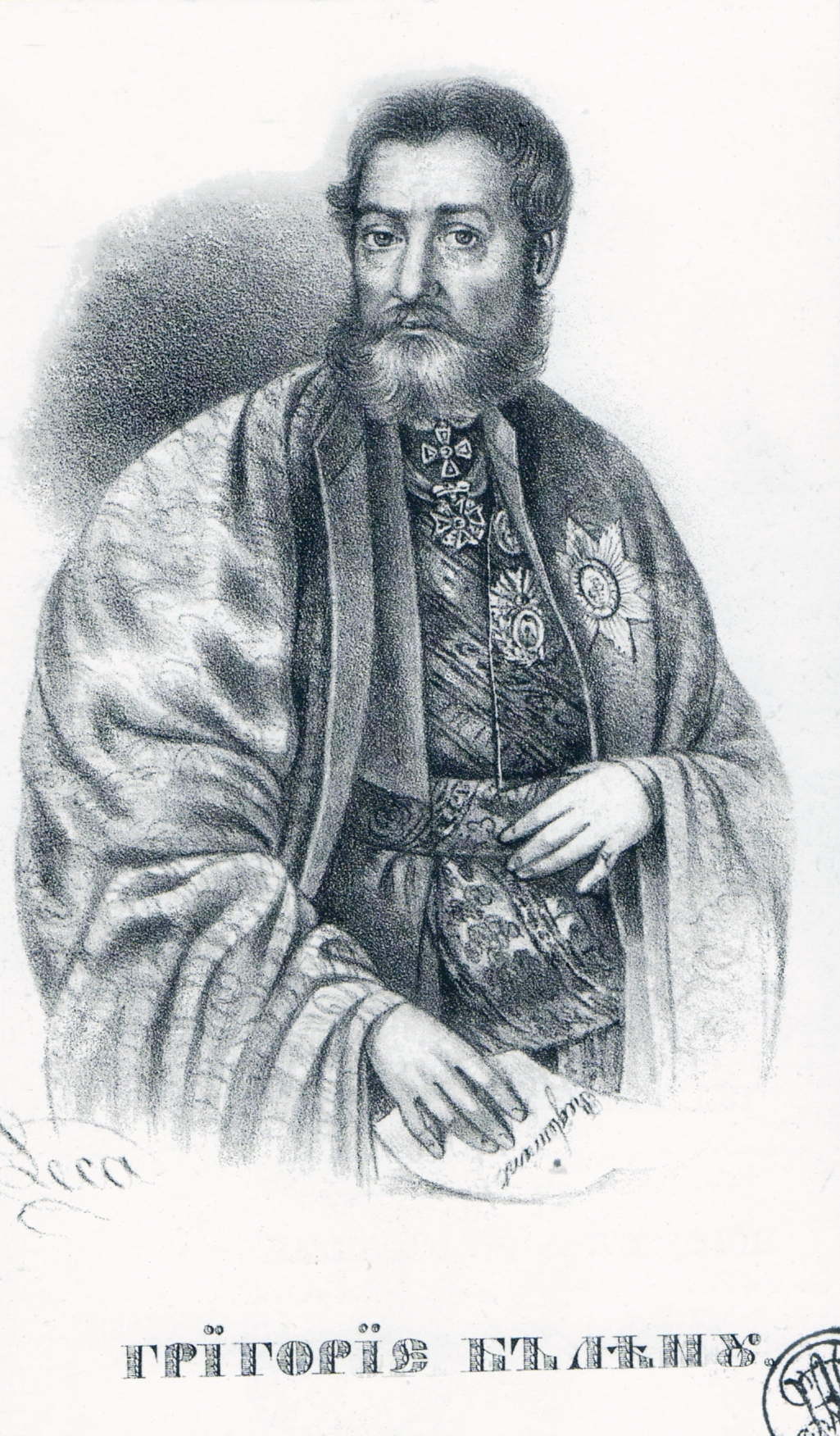
Батько Емануїла Белеану

У 1830 році, після того, як Валахія і Молдова опинилися під владою Російської імперії, Емануїл Баляну відмовився від османських регалій і турецького одягу. Увійшов до складу відновлених волоських збройних сил і автоматично, через боярське походження, отримав звання полковника. Спочатку він був призначений командиром 1-го піхотного полку в Крайові, служачи під керівництвом російських командирів and Dimitrie Papazoglu.. Потім в 1831 році був розквартирований в Бухаресті (в цей час Волощина була вражена другою пандемією холери).
Його батько в цей період займався політичною діяльністю: був прихильником консерватизму, Емануїл симпатизував валаському лібералізму. Емануїл Белеану піднявся на високий громадянський пост у 1831 році, ставши гетьманом Валахії; одночасно на виборах 1831 року він отримав місце в Національних зборах. Разом з іншими політиками очолював у ньому ліберальну фракцію, іноді іменується Національною партією. Після виборів 1836 року, його батько обійняв посаду головного міністра, а Емануїл зберіг за собою місце в Національних зборах.
До 1838 році Баляну став членом ради Фінансової асамблеї, в 1839 рік він був призначений міністром юстиції, або Великим логофетом, згодом ставши міністром внутрішніх справ, будучи ворніком, у 1840 році призначений одним з опікунів шкіл Валахії. 29 січня 1841 року, за нешанобливі заяви в асамблеї, Емануїл Баляну був відправлений у внутрішнєзаслання (за різними джерелами в Ширн або Болінтін-Валі). 29 червня 1843 року Баляну увійшов до княжого кабінету як статс-секретар, будучи постельником. У наступні роки активно займався державними справами.

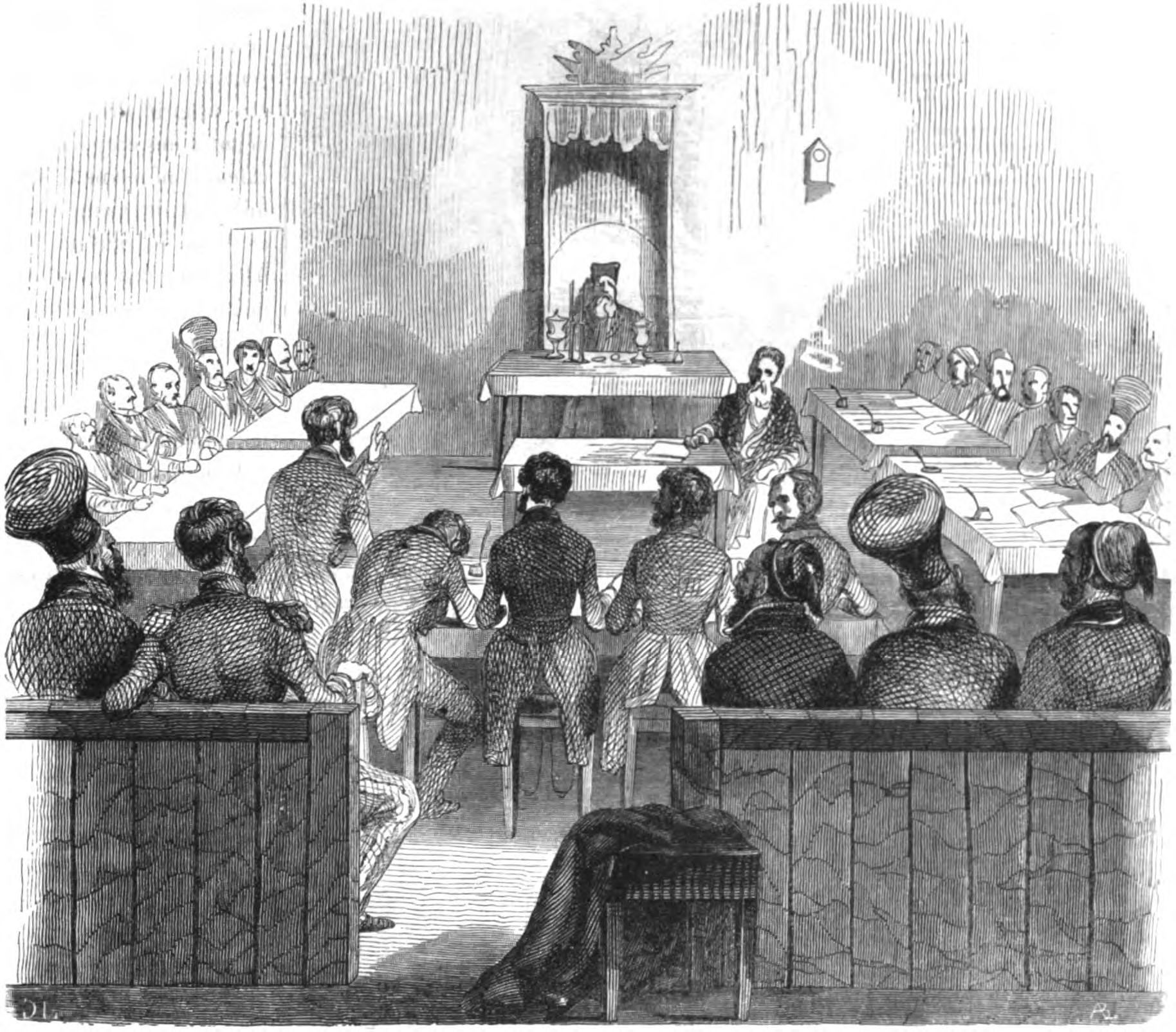
Проведення дебатів в Асамблеї у 1840-х роках

На початку червня 1848 року в Валахії сталася ліберальна революція, яка спочатку обмежила авторитарне правління Георгія Бибеску, а потім повалила його. Після зречення Бибеску бояри обрали Баляну до Правління тимчасового уряду разом з іншими діячами Валахії. Правління пропрацювало до 13 вересня 1848 року, коли розпочалася турецько-російська окупація Валахії. 24 серпня 1850 року Барбу Штирбей, що керував Валахією, призначив Баляну міністром внутрішніх справ у кабінеті «родичів і близьких друзів». Він також був обраний головою Асамблеї. Потім знову відбулись російська та турецька окупація Валахії, під час якої Емануїл Баляну залишався виконувати державні справи.
Після австрійської окупації та її військової адміністрації, Барбу Штирбей повернувся до правління Валахією у жовтні 1854 року на посаді австрійського протеже, створивши новий кабінет, в який теж повернувся Емануїл Баляну. Господар Валахії Барбу Штирбей остаточно пішов у відставку 25 червня 1856 року. У жовтні 1858 року Емануїл Баляну, а також Іоан Ману та Іван Олександр Филипеску були офіційно призначені каймаками Валахії і перебували на цій посаді до лютого 1859 року. Це була найвища державна посада займана Баляну.,
Помер Емануїл Белеану в 1862 році і був похований в Bolintin-Deal, нині комуна в жудеці Джурджу, області Мунтенії, Румунія.

### Родина
Емануїл Белеану був тричі одружений. Перша дружина — Catinca Soutzos, народилася в 1798 році, померла в 1820 році при пологах через рік після одруження.
Удруге одружився в 1832 році з Аліною Багратіон (Alina Bagration) — донькою російського офіцера з роду Багратідиів. Розлучився в 1836 році через її роман з російським військовим Павлом Кисельовим, з яким поїхала до Російської імперії.
З третьою дружиною — Elena (Sultana) Bălăceanu (1820—1865) одружився в 1845 році.
У нього були діти: сини Еммануїл (нар. 1854) і Георгій (нар. 1840), а також дочки Марія (нар. 1847) і Олена (нар. 1846).